# Юнь Вопхин
Юнь Вопи́н (иер. 袁和平, кант.-рус. Юнь Вопхин, кит.-рус. Юань Хэпин; англ. Yuen Woo-ping; 1 января 1945 года, Гуанчжоу, Китай) — гонконгский кинорежиссёр, постановщик боевиков с восточными единоборствами. В России более известен как Юэ́нь Ву-Пин (от англ. Yuen Woo-ping); встречаются также варианты Юань Хэ Пин, Ву Юэнь, Во Пин Юань, Юэн Ву Пинг и др.

## Биография
Юнь Вопхин, старший из двенадцати детей известного актёра Китайской оперы Юнь Сиутхиня, родился 1 января 1945 года в Гуанчжоу (Китай). Впервые он познакомился с искусством кунг-фу под руководством своего отца, который в своё время был популярен на сцене и в кино.
Кроме обучения в труппе своего отца, Юнь Вопхин в течение одного года также посещал дневные занятия в школе Китайской оперы мастера Ю Чимъюня, где также занимались звёзды Гонконгского кинематографа Саммо Хун и Чань Кунсан, ставший известным под «западным» именем «Джеки Чан».
В 1950-х годах отец привёл Вопхина и его братьев на съёмочную площадку сериала «Хуан Фэйхун» (о народном герое Китая) — работа в нескольких сериях (правда, без упоминания в титрах) стала первым появлением будущего актёра, режиссёра и постановщика боёв на большом экране.
В 1960-е годы Юнь Вопхин работал как актёр и каскадёр на студии Братьев Шоу — одной из крупнейших студий Гонконга, где, в частности, снялся в фильме «Китайский боксёр» в роли Ю Вона.
В 1971 году он впервые выступил в качестве постановщика боевых сцен фильме «Сумасшедший убийца» режиссёра Ын Сиюня — их сотрудничество продолжилось на протяжении нескольких последующих лет.
В 1978 году Вопхин впервые выступил как режиссёр: он поставил очень успешную картину «Змея в тени орла», главную роль в которой сыграл тогда ещё неизвестный миру старый знакомый режиссёра Джеки Чан. Новый жанр «комедии кунг-фу» понравился публике, и в следующем году вышел фильм «Пьяный мастер» с тем же исполнителем главной роли. Роль пожилого, обожающего вино учителя главного героя исполнил отец режиссёра, а в нескольких сценах отца дублировал и сам Вопхин.
В 1979 году, после непродолжительной работы под эгидой одной из крупнейших в киноиндустрии Гонконга компании «Golden Harvest», режиссёр основал собственную компанию Wo Ping Films Company, первым проектом которой стал фильм «Кулак буддиста», в котором Юнь Вопхин в эпизодической роли снова задействовал своего отца, в дальнейшем продолжая привлекать его к работе, в основном в эпизодах с ролями пожилого мастера стиля «пьяного», которым тот владел в совершенстве, или «старого бродяги-мудреца».
Позже Вопхин снял несколько фильмов в жанре «современного экшн» и вернулся к «традиционным» фильмам о кунг-фу.
В начале девяностых среди режиссёрских работ Юнь Вопхина появились такие фильмы, как «Железная обезьяна» (1993) с Чжэнь Цзыданем (известен как Донни Йен) и «Вин-Чун» (1994) с Ян Цзыцюн, ставшей известной как Мишель Йео после фильма «Крадущийся тигр, затаившийся дракон» (2000), в котором Юнь Вопхин осуществил постановку боёв.
В 1991 году Вопхин выступил постановщиком боёв для фильма Цуй Харка «Однажды в Китае», а в 1996 — режиссёром фильма «Два воина», роли в котором исполнили Джет Ли и Мишель Йео.
Однажды, когда ему задали вопрос о том, как ему удаётся находить баланс между искусством и стилизацией и всегда добиваться того, чтобы боевые искусства на экране выглядели реалистично, Юнь ответил: «Это не настолько сложно, как представляется. Я всегда „вижу“ подход, часто — просто „чувствую сердцем“. Я, прежде всего, думаю о персонаже, его повадках и личности. Придумывая персонаж, я решаю, преувеличить ли некоторые черты, оставить их реалистичными или сделать и то и другое. Фильмы в жанре „экшн“- это мультикультурный феномен, он — вне границ. Таким образом, моя цель — рассказать историю без помощи слов, не вербально. Если бы у меня был выбор — я вообще бы свёл диалоги к минимуму».
Возросшая после выхода «Матрицы» популярность Юнь Вопхина привела к созданию получившего «Оскар» фильма «Крадущийся тигр, затаившийся дракон» (2000), режиссёром которого был Энг Ли, а постановщиком боевых сцен — Вопхин.
В 2003—2004 годах Юнь Вопхин принял участие в работе над проектом Квентина Тарантино «Убить Билла», продемонстрировав, что даже актёры, не имевшие ранее подготовки в боевых искусствах, могут выглядеть на экране в боевых сценах вполне достойно.

## Фильмография

### Режиссёр
| Год  | Русское название                                | Китайское название | Английское название                              | Кинокомпания |
| ---- | ----------------------------------------------- | ------------------ | ------------------------------------------------ | --- |
| 1978 | Змея в тени орла                                | 蛇形刁手           | Snake in the Eagle’s Shadow                      | Seasonal Film Corporation |
| 1978 | Пьяный мастер                                   | 醉拳               | Drunken Master                                   | Seasonal Film Corporation |
| 1979 | Танец пьяного богомола                          | 南北醉拳           | Dance of the Drunk Mantis                        | Seasonal Film Corporation |
| 1979 | Великолепный мясник                             | 林世榮             | The Magnificent Butcher                          | Golden Harvest |
| 1980 | Кулак буддиста                                  | 佛掌羅漢拳         | The Buddhist Fist                                | Peace Film Production (H.K.) Co. |
| 1981 | Дредноут                                        | 勇者無懼           | Dreadnaught                                      | Golden Harvest, Peace Film Production (H.K.) Co.                                                                                                 |
| 1982 | Легенда о бойце                                 | 霍元甲             | Legend of a Fighter                              | Seasonal Film Corporation |
| 1982 | Магические бойцы                                | 奇門遁甲           | The Miracle Fighters                             | Golden Harvest, Peace Film Production (H.K.) Co.                                                                                                 |
| 1983 | Шаолиньский пьяница                             | 天師撞邪           | Shaolin Drunkard                                 | First Film Organisation, Peace Film Production (H.K.) Co.                                                                                        |
| 1984 | Пьяный тайцзи                                   | 笑太極             | Drunken Tai Chi                                  | Dragons Group Film Co. Ltd., Peace Film Production (H.K.) Co.                                                                                    |
| 1985 | Странные парочки                                | 情逢敵手           | Mismatched Couples                               | Golden Princess Amusement Co. Ltd., Peace Film Production (H.K.) Co.                                                                             |
| 1986 | Близкая встреча с вампиром                      | 精靈寶寶           | The Close Encounter of Vampire                   | Fai Tan Film Company |
| 1988 | Клетка тигра                                    | 特警屠龍           | Tiger Cage                                       | D & B Films Co., Ltd. |
| 1989 | При исполнении 4: Свидетель                     | 皇家師姐IV直擊證人 | In the Line of Duty 4                            | D & B Films Co., Ltd. |
| 1990 | Клетка тигра 2                                  | 洗黑錢             | Tiger Cage II                                    | D & B Films Co., Ltd. |
| 1991 | Клетка тигра 3                                  | 冷面狙擊手         | Tiger Cage III                                   | D & B Films Co., Ltd. |
| 1993 | Железная обезьяна                               | 少年黃飛鴻之鐵馬騮 | Iron Monkey                                      | Golden Harvest, Long Shong Pictures (H.K.) Ltd., Film Workshop Co. Ltd.                                                                          |
| 1993 | Герои среди героев                              | 蘇乞兒             | Heroes Among Heroes                              | Art Sea Films Company |
| 1993 | Два воина                                       | 太極張三豐         | The Tai-Chi Master                               | Eastern Production Ltd. |
| 1994 | Вин-Чун                                         | 詠春               | Wing Chun                                        | Wo Ping Films Company Limited, Sil-Metropole Organisation Ltd.                                                                                   |
| 1994 | Огненный дракон                                 | 火雲傳奇           | Fire Dragon                                      | Regal Films Co., Ltd., Long Shong Pictures (H.K.) Ltd., China Film Co-Production Corp.                                                           |
| 1995 | Красный волк                                    | 虎猛威龍           | The Red-Wolf                                     | Sharp Productions Ltd. |
| 1996 | Мастер Тай Чи 2                                 | 太極拳             | Tai Chi II                                       | Film Can Production Ltd. |
| 2010 | Настоящая легенда                               | 蘇乞兒             | True Legend                                      | EDKO Film, Focus Features, Shanghai Film Group                                                                                                   |
| 2016 | Крадущийся тигр, затаившийся дракон: Меч судьбы | 臥虎藏龍：青冥寶劍 | Crouching Tiger, Hidden Dragon: Sword of Destiny | China Film Group Corporation, Pegasus Taihe, The Weinstein Company, Yucaipa Companies                                                            |
| 2017 | Тысяча лиц Дуньцзя                              | 奇門遁甲           | The Thousand Faces of Dunjia                     | Le Vision Pictures (Beijing) Co. Ltd., Acme Image (Beijing) Film Cultural Co. Ltd., Film Can Production Ltd.                                     |
| 2018 | Мастер Z: Наследие Ип Мана                      | 葉問外傳：張天志   | Master Z: Ip Man Legacy                          | Mandarin Motion Pictures Limited, Shanghai Pegasus United Motion Pictures Culture Co., Ltd., Shanghai Mingzhao Motion Pictures Culture Co., Ltd. |
| 2020 | Септет: История Гонконга                        | 七人樂隊           | Septet: The Story of Hong Kong                   | China Film Media Asia Audio Video Distribution Co., Ltd., Media Asia Film                                                                        |

### Постановщик боевых сцен (избранная фильмография)
- 1971 — «Сумасшедший убийца»
- 1972 — «Кровавые кулаки»
- 1977 — «Тайные соперники 2»
- 1977 — «Неуязвимый»
- 1978 — «Рождённый непобедимым»
- 1978 — «Змея в тени орла»
- 1978 — «Пьяный мастер»
- 1978 — «Великолепный мясник»
- 1992 — «Близнецы-драконы»
- 1992 — «Однажды в Китае 2»
- 1994 — «Вин-Чун»
- 1994 — «Кулак легенды»
- 1996 — «Мастер Тай Чи 2»
- 1996 — «Чёрная маска»
- 1998 — «Смертельное оружие 4»
- 1999 — «Матрица»
- 2000 — «Крадущийся тигр, затаившийся дракон»
- 2003 — «Матрица: Перезагрузка»
- 2003 — «Матрица: Революция»
- 2003 — «Убить Билла»
- 2004 — «Разборки в стиле кунг-фу»
- 2006 — «Бесстрашный»
- 2008 — «Запретное царство»
- 2013 — «Великий мастер»
- 2013 — «Мастер тай-цзи»
- 2014 — «Однажды в Шанхае»